# Sempigny
 Sempigny  es una población y comuna francesa, en la región de Picardía, departamento de Oise, en el distrito de Compiègne y cantón de Noyon.

## Demografía
| 551 | 607 | 664 | 667 | 772 | 740 |
| Para los censos de 1962 a 1999 la población legal corresponde a la población sin duplicidades (Fuente: INSEE [Consultar]) |     |     |     |     |     |